# Romance at Short Notice
Romance at Short Notice is het tweede muziekalbum van de Britse indie-band Dirty Pretty Things. Het album werd opgenomen in de Verenigde Staten en werd uitgebracht in juni 2008.

## Tracklist
1. "Buzzard and Crows" - 3:22
2. "Hippy's son" - 3:18
3. "Plastic Hearts" - 3:09
4. "Tired of England" - 3:02
5. "Come Closer" - 2:15
6. "Faultlines" - 3:00
7. "Kicks or Consumption" - 2:20
8. "Best Face" - 3:43
9. "Truth Begins" - 5:22
10. "Chinese Dogs" - 3:31
11. "The North" - 3:29
12. "Blood on my shoes" - 8:11